# یانگ هنگیو
یانگ هنگیو (انگلیسی: Yang Hengyu؛ زادهٔ ۲۲ ژوئیهٔ ۱۹۹۶) شمشیرباز زن اهل چین است. وی در بازی‌های المپیک تابستانی ۲۰۲۰ شرکت کرده‌است.